# 美国海军陆战队航空兵
美国海军陆战队航空兵（英語：United States Marine Corps Aviation），是美国海军陆战队中的航空部队。目前美国海军陆战队航空兵由航空兵司令（DCA）负责指揮，任务是为海军陆战队空地特遣隊提供作战支持。

## 历史

### 成立

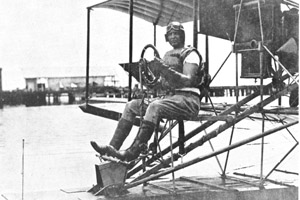
美军海军陆战队员首位飞行员康宁汉（Alfred A. Cunningham）

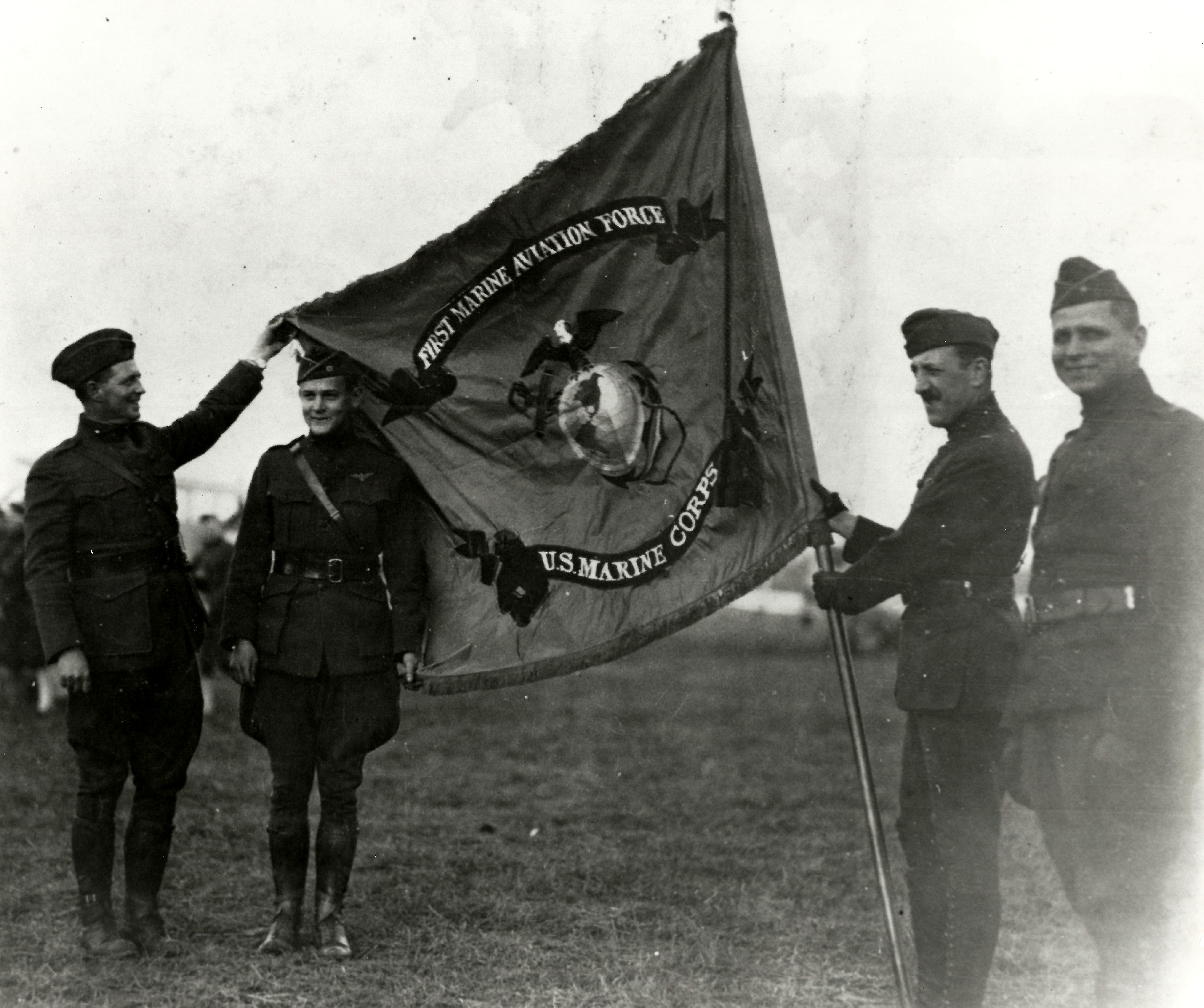
海軍陸戰航空隊第一航空連旗幟

美国海军陆战队航空兵诞生于1912年5月22日。当天美军海军陆战队员阿尔弗雷德·康宁汉（Alfred A. Cunningham）前往安纳波利斯海军学院的飛行营学习飞机驾驶。1912年8月20日，康宁汉首次实现了单人飞行，他成为了美军海军陆战队员首位飞行员，同时也是美国海军第五位飞行员。1915年，海军陆战队司令授权组建一个航空连，由10名军官和40名士兵组成。1917年2月17日，航空连正式编入海军陆战队。

### 两次世界大战

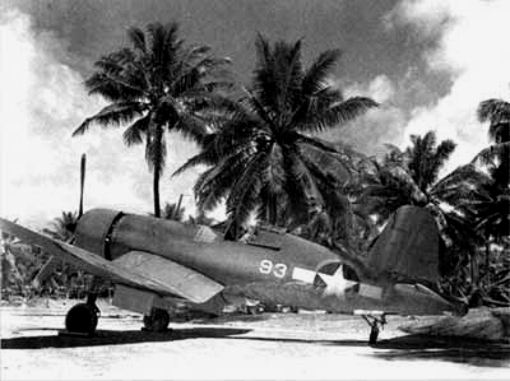
二战中VMF-214中队的F4U海盗式战斗机

随着1917年4月6日美国正式加入第一次世界大战，海军陆战队航空兵也开始进行扩编。其单位分配到两项任务，一部前往亚速尔群岛执行反潜巡逻，另一部前往法国，为陆战队地面部队提供空中支援。一战结束时，美国国会授权海军陆战队在匡提科、帕里斯岛和圣迭戈建立永久性航空站。
1925年，海军航空局局长威廉·阿杰·莫菲特正式授权海军陆战队航空兵组建三个战斗中队。1933年，美国舰队海军陆战队(FMF)成立，海军陆战队軍事学说发生转变，从以远征作战为重点转向以夺取前进海军基地的两栖作战为主。
当珍珠港事件导致美国加入二战时，海军陆战队航空兵共有13个航空中队和230架飞机。二战时，海军陆战队航空兵的规模迅速扩大，顶峰时达到了5个航空联队、31个航空大队和145个航空中队。二战时，为协调密接空中支援，海军陆战队航空兵还出现了空中联络小组和登陆部队空中支援单位。二战结束后，海军陆战队航空兵进行了缩编，从1945年8月31日的116,628人、103个中队缩减到1948年6月30日的14,163人、21个中队。时任国防部长路易斯·亚瑟·詹森还试图取消海军陆战队航空兵，将其资产转移至其他军种。

### 引进喷气机和直升机

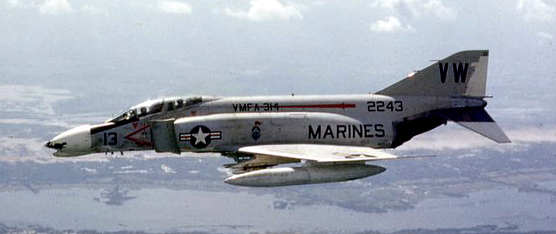
越战中VMFA-314中队的F-4幽靈II戰鬥機

1947年11月，首次引进了FH鬼怪式战斗机。同年12年，首次引进了直升机。在釜山環形防禦圈戰役中，驾驶西科斯基HO3S1的直升机中队首次投入作战。1951年1月，世界上首个直升机运输中队投入使用。
经历了朝鲜战争和越南战争，海军陆战队航空兵先前被缩编的规模得到了恢复，达到4个航空联队、20个航空大队和78个航空中队。之后先后参与了海湾战争、阿富汗战争和伊拉克战争。

## 编制

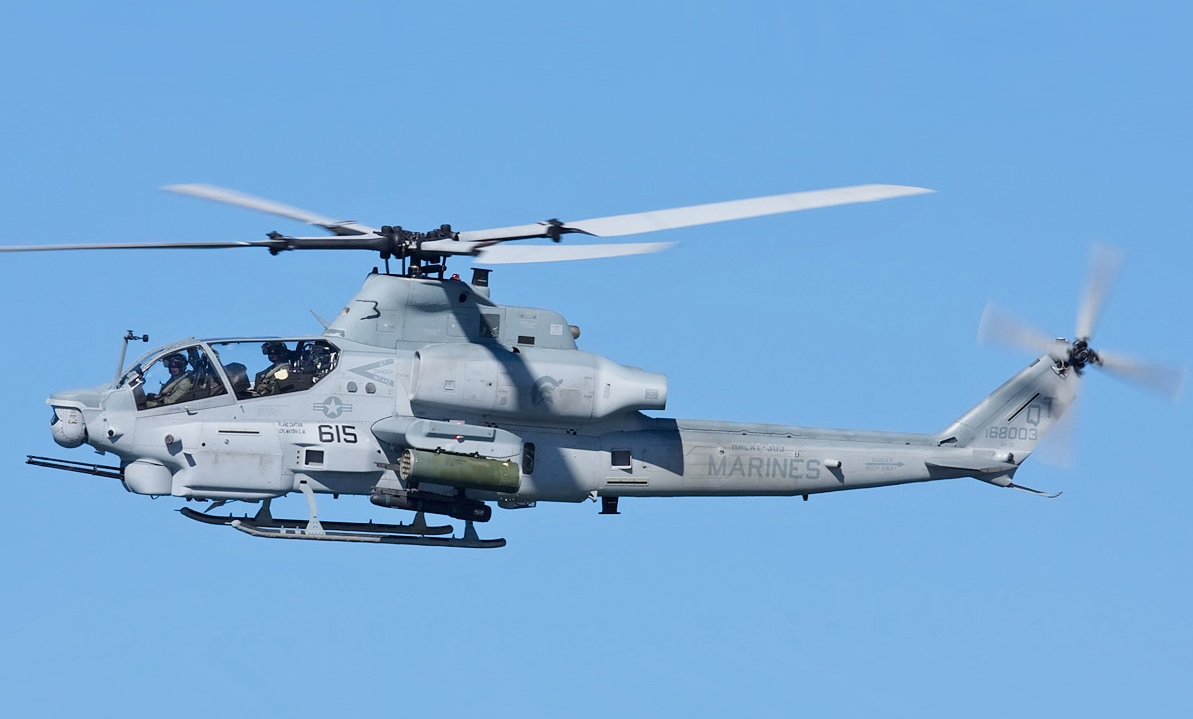
海军陆战队的AH-1Z蝰蛇直升机

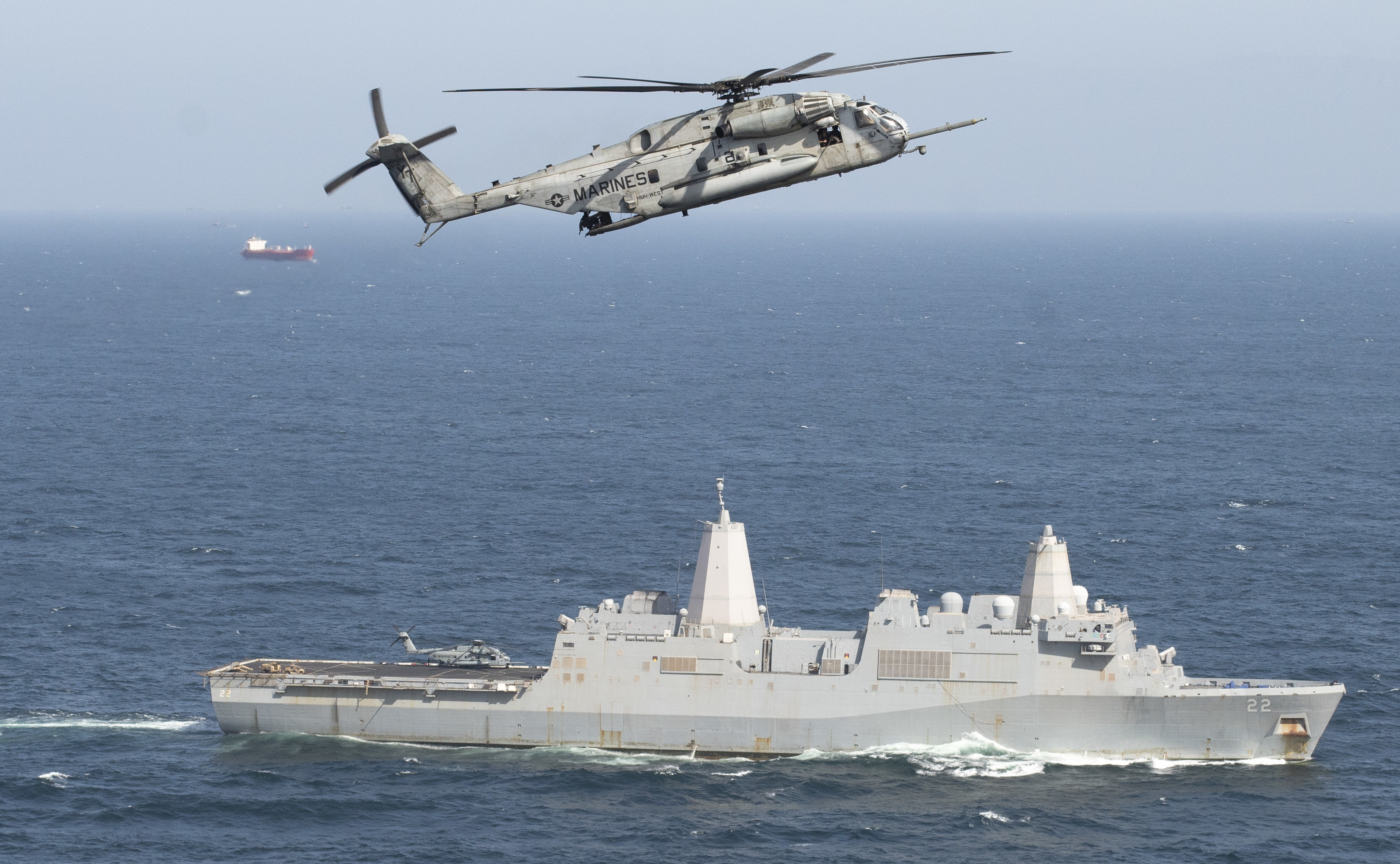
海军陆战队的CH-53E直升機

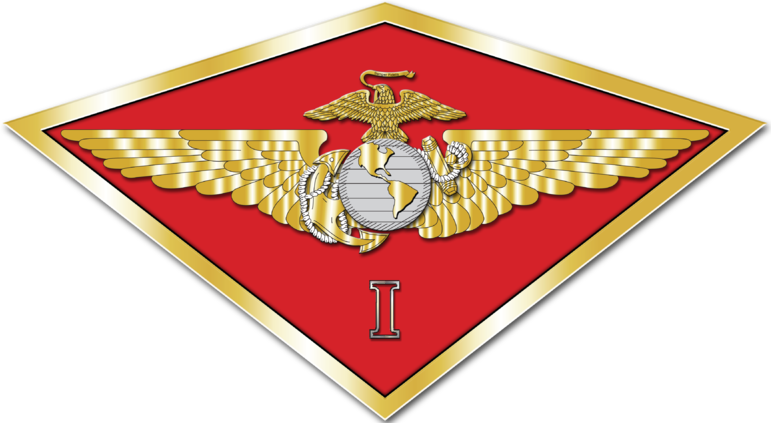
第一航空联队(1MAW)标志

### 中队
美国海军陆战队航空兵的基本战术和行政单位是中队(Squadron)，其规模相当于一个營。固定翼机和倾转旋翼机中队用字母“V”开头（法语飞行voler），直升机中队用字母“H”开头。中队代号第二个字母“M”代表海军陆战队。中队代号最后使用三位数系统进行识别。常见的中队配置为：
- 直升机中队
  - 重型直升机中队(Heavy Helicopter，HMH)，16架CH-53E直升機
  - 轻型／攻击直升机中队(Light/Attack Helicopter，HMLA)，18架AH-1Z和9架UH-1Y
- 倾转旋翼机中队
  - 中型倾转旋翼机中队(Medium Tilt-Rotor，VMM)，12架MV-22魚鷹
- 固定翼机中队
  - 轻型攻击中队(Light Attack，VMA)，16架AV-8獵鷹II式攻擊機
  - 战术电战中队(Tactical Electronic Warfare Attack，VMAQ)，5架EA-6徘徊者式電子作戰機
  - 战斗机攻击中队(Fighter Attack，VMFA)，12架F/A-18或16架F-35B
  - 全天候战斗机攻击中队(All-Weather Fighter Attack，VMFA(AW))，12架F/A-18
  - 空中加油机／运输机中队(Aerial Refueler/Transport，VMGR)，12架KC-130

有的中队会装备多种型号的飞行器。倾转旋翼机复合中队还会配备其他支援飞机。有的中队下面还会细分1-3个常设分队(detachment)，例如一个轻型攻击分队（6架AV-8），一个空中加油机／运输机分队（2-4架KC-130）和一个轻型／攻击直升机分队（3架UH-1Y和6架AH-1Z）。

### 大队
中队的上一级为大队(Group)，规模相当于一个團。有如下类别：
- 航空大队(Marine Aircraft Group，MAG)，由大队总部、2-10个航空中队、海上航空后勤中队、联队支援中队组成。
- 空中管制大队(Marine Air Control Group，MACG)，由大队总部、战术空中指挥中队、空中管制中队、空中支援中队、联队支援中队和低空防空营组成。
- 航空训练支援大队(Marine Aviation Training Support Group，MATSG)

### 联队
联队(Wing)是大队的上一级，规模相当于一个師。联队通常与一个海军陆战师和一个海军后勤大队共同组成一个海军陆战队远征军。目前由3个现役航空联队(MAW)和1个后备航空联队。
| 联队名       | 徽章 | 成立           | 总部                                 |
| ------------ | ---- | -------------- | ------------------------------------ |
| 第一航空联队 |      | 1941年7月7日   | 日本，冲绳，普天間飛行場             |
| 第二航空联队 |      | 1941年7月10日  | 北卡罗莱纳，樱桃角航空站             |
| 第三航空联队 |      | 1942年11月10日 | 加利福尼亚州，米拉马海军陆战队航空站 |
| 第四航空联队 |      | 1942年8月22日  | （后备）路易斯安那，新奥尔良         |

### 总部
海军陆战队航空兵行政上由航空副司令（DCA）负责，其负责制定和管理各项计划，包括新飞机的采购、培训、维护、人力等。航空副司令还负责指挥中国湖海军航空武器站和帕图森河海军航空站的海军陆战队分遣队。

## 装备
| 飞行器                | 产地           | 任务           | 现役数量              | 备注                |                |
| 固定翼作战飞机        | 固定翼作战飞机 | 固定翼作战飞机 | 固定翼作战飞机        | 固定翼作战飞机      | 固定翼作战飞机 |
| --------------------- | -------------- | -------------- | --------------------- | ------------------- | -------------- |
| AV-8獵鷹II+           | 美国           | 攻击机         | 99                    |                     |                |
| F/A-18 A/C/D          | 美国           | 多用途戰機     | 185                   |                     |                |
| F-35B/C               | 美国           | 多用途戰機     | 114                   | 316架订购中         |                |
| 空中加油              |                |                |                       |                     |                |
| 洛克希德·马丁KC-130J  | 美国           | 空中加油       | 60                    | 3架订购中           |                |
| 空中运输              |                |                |                       |                     |                |
| C-12休倫運輸機        | 美国           | 美国           | 14                    | 2架订购中           |                |
| C-20G Grey Ghost      | 美国           | 行政專機       | 1                     |                     |                |
| Cessna UC-35 Citation | 美国           | 行政專機       | UC-35C - 2 UC-35D - 8 | UC-35D - 2 on order |                |
| 直升机                |                |                |                       |                     |                |
| AH-1Z蝰蛇             | 美国           | 攻击直升机     | 91                    | 126订购中           |                |
| CH-53E超级种马        | 美国           | 重型运输直升机 | 140                   |                     |                |
| CH-53K种马王          | 美国           | 重型运输直升机 |                       | 200架订购中         |                |
| MV-22B魚鷹            | 美国           | 多用途、运输   | 287                   | 35订购中            |                |
| VH-3D海王             | 美国           | 行政专机       | 7                     |                     |                |
| UH-1Y毒液             | 美国           | 通用直升机     | 139                   |                     |                |
| VH-60白鹰             | 美国           | 行政专机       | 8                     |                     |                |
| 训练用机              |                |                |                       |                     |                |
| F-5F/N                | 美国           |                | 12                    |                     |                |
| F/A-18 B/C/D          | 美国           |                | 49                    |                     |                |
| F-35B/C               | 美国           |                | 29                    |                     |                |
| H-92超级鹰            | 美国           |                | 1                     |                     |                |
| T-34教練機            | 美国           |                | 4                     |                     |                |
| AV-8獵鷹II+           | 美国           |                | 12                    |                     |                |